# Сенат Франции

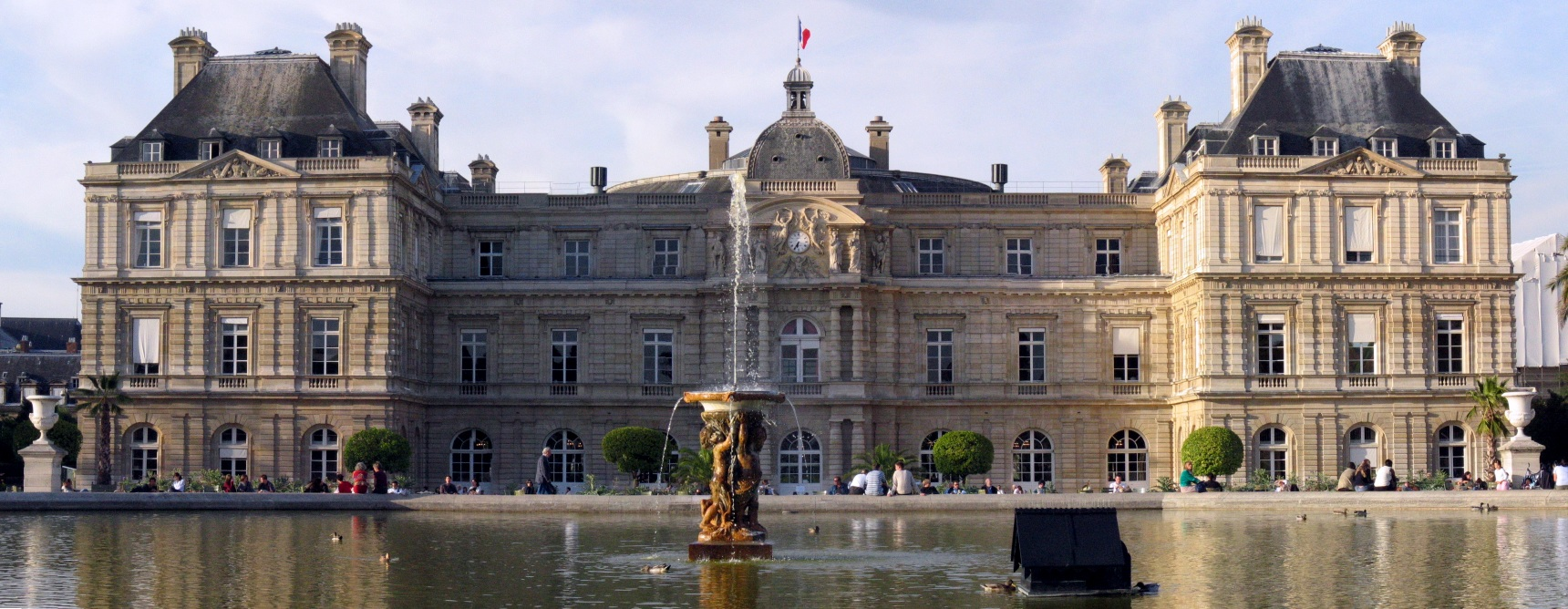
Люксембургский дворец, в котором располагается Сенат.

Сенат (фр. Sénat) — верхняя палата современного парламента Франции, является одной из ветвей законодательной власти Франции. В отличие от нижней палаты парламента — Национального собрания — отличается отсутствием жарких дебатов и пристального внимания средств массовой информации.
Сенатом также называлась палата парламента во времена Французской революции в 1799—1804 годах.

## Состав и выборы
Сенат является верхней палатой парламента Франции. Согласно ст. 24 Конституции Франции Сенат избирается всеобщим непрямым голосованием и должен обеспечивать представительство в парламенте местных территориальных общин Франции.
В нынешний состав Сената входит 348 сенаторов. Сенаторы должны быть не моложе 18 лет (с 2011 года) и избираются сроком на 6 лет (согласно внесённым в 2003 году поправкам срок был сокращён с 9 лет) на уровне департамента (территория Франции разделена на 101 департамент) избирательной коллегией, в состав которой входят:
- региональные и департаментальные советники;
- представители муниципальных советов;

Система составлена таким образом, что отдаёт предпочтение аграрным департаментам. Это приводит к тому, что со времени образования Сената Пятой Республики он остаётся консервативным. По сложившейся традиции со времён Французской Революции, правые партии занимают правые места в зале заседаний, а левые партии — левые места.
Один раз в 3 года состав Сената обновляется наполовину, что обеспечивает стабильность в деятельности этого представительного органа. Стабильность обеспечивается также и тем, что Сенат не может быть распущен президентом.
Сенаторы активно участвуют в разработке законодательных актов, в частности, через разработку проектов законов в комитетах, их последующего обсуждения и одобрения на пленарных заседаниях. В то же время, Национальное собрание имеет определённые прерогативы в сравнении с Сенатом:
- в законотворческом плане «последнее слово» в одобрении законодательного акта принадлежит Национальному собранию (кроме законов, предусматривающих внесение изменений в Конституцию, когда Сенат может использовать своё право «вето»);
- Сенат рассматривает проект бюджета и проект финансирования социальной защиты только после того, как его рассмотрело НС и только в течение 15 дней (Национальное Собрание имеет 40 дней);
- в политическом плане Сенат не имеет права выражать вотум недоверия правительству и сенаторы не могут созвать внеочередную сессию верхней палаты.

Функционирование Сената обеспечивается его рабочими органами, в которые входят председатель, постоянные комитеты и политические фракции.
Председатель Сената избирается сроком на три года (при обновлении половины сенаторов) и на него возлагается, прежде всего, организация и проведение пленарных заседаний. Вместе с тем, он имеет специфические права, выходящие за рамки его деятельности в Сенате. Он назначает трёх членов Конституционного совета Франции, имеет право обратиться в Конституционный совет с запросом о соответствии любого закона Конституции, а также, в случае отсутствия Президента на своём посту, на него возлагается исполнение обязанностей главы государства (в 1969 году после отставки Шарля де Голля и в 1974 году после смерти Жоржа Помпиду). По Конституции Председатель Сената является вторым лицом в государстве.
Постоянные комитеты Сената, количество которых устанавливается Конституцией и равно шести, создаются на основе пропорционального представительства в их составе представителей всех политических фракций. Главной задачей комитетов является изучение проектов законодательных актов, их подготовка пленарных заседаний в соответствии с направлением деятельности комитета.
В Сенате функционируют следующие комитеты: по вопросам культуры, по вопросам экономики, по иностранным делам, по вопросам обороны и Вооружённых Сил, по социальным делам, по вопросам финансов, контроля за бюджетом и экономической отчётности Нации, а также из законодательства. Кроме этого, Конституцией предусматривается, возможность создания по инициативе правительства, либо Сената, специальных комиссий для рассмотрения законов по конкретным вопросам.
Кроме комитетов, в Сенате создано восемь парламентских делегаций: по вопросам разведки, демографических вопросов, агентство по оценке политики в области здравоохранения, планирования, агентство по проработке научных и технологических подходов, агентство по оценке законодательства, обустройство и длительного развития территории, прав женщин и равных возможностей между мужчинами и женщинами.
Делегации работают на тех же правах и принципах, что и комитеты.
Политические фракции Сената создаются по результатам каждых выборов в Сенат (то есть раз в 3 года). Парламентская группа в Сенате должно насчитывать минимум 10 сенаторов. Каждая политическая фракция создаёт своё собственное бюро и определяет внутренний порядок деятельности. Фракции направляют своих представителей в комитеты, распределяют время для выступлений в прениях, а также во время вопросов правительству.